# Irisbus Arway
L'Irisbus Arway est un autocar de ligne interurbaine fabriqué et commercialisé par le constructeur franco-italien Irisbus de 2005 à 2013.
Il sera lancé avec un moteur Iveco ayant la norme européenne de pollution Euro 4 puis, au fil des années, sera amélioré jusqu'à la norme Euro 5.
L'Arway remplace les Irisbus Ares, Axer et Myway et sera remplacé par le Crossway Line.

## Historique
Il sera fabriqué entre septembre 2005 et 2013. Il succède principalement aux Ares et Myway, d'où son nom, et sera remplacé par l'Iveco Bus Crossway. L'Arway sera officiellement présenté au salon de Kortrijk, fin 2005. Le Crossway sera également présenté. La marque a précisé avoir notamment pris en compte le respect de l’environnement : c’est en effet les premiers autocars ayant la norme européenne de pollution Euro 4. C’est aussi un autocar accessible à tous, il est doté d'une plate-forme électrique aménagée dans les marches de la porte médiane.

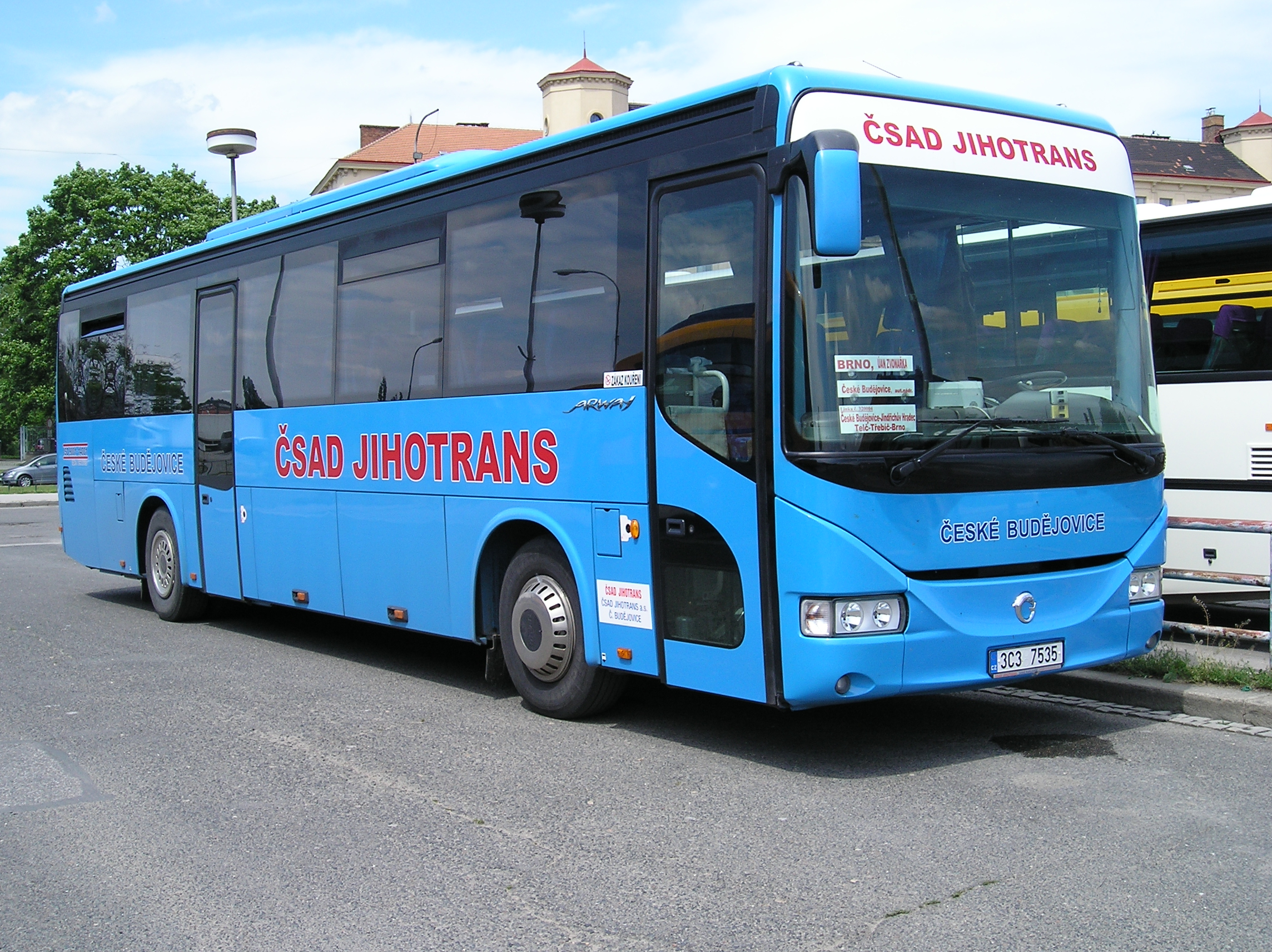
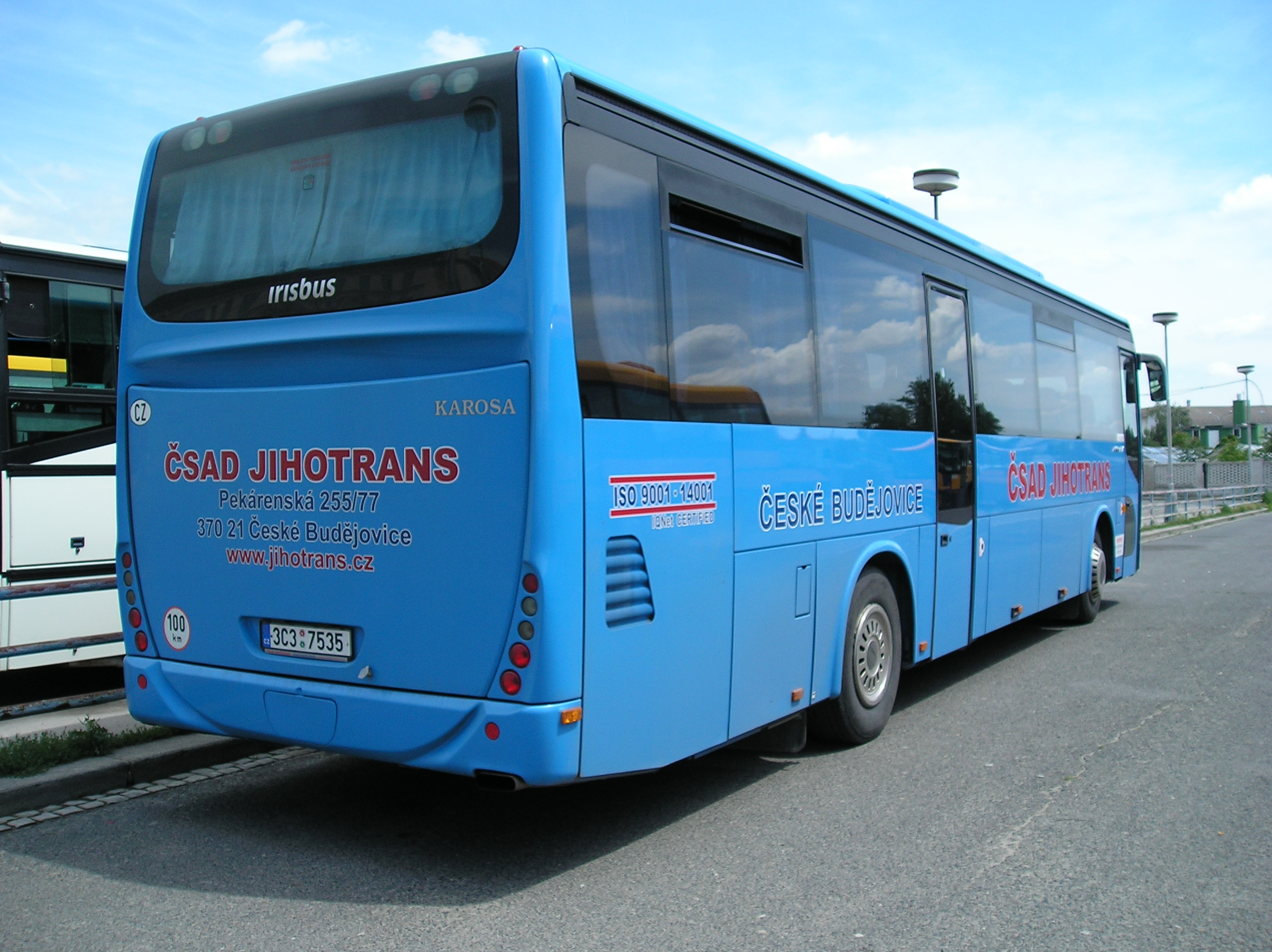
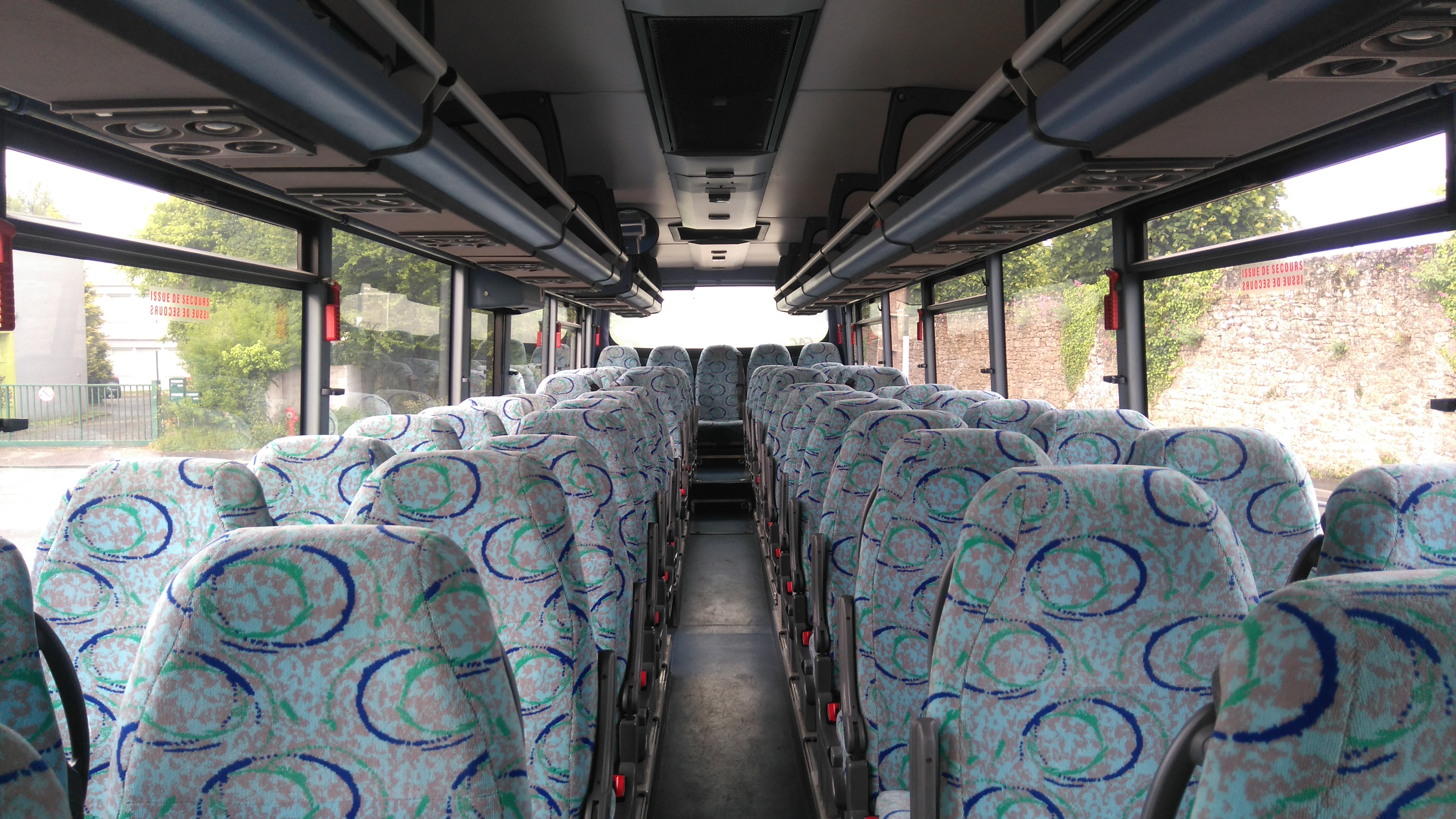
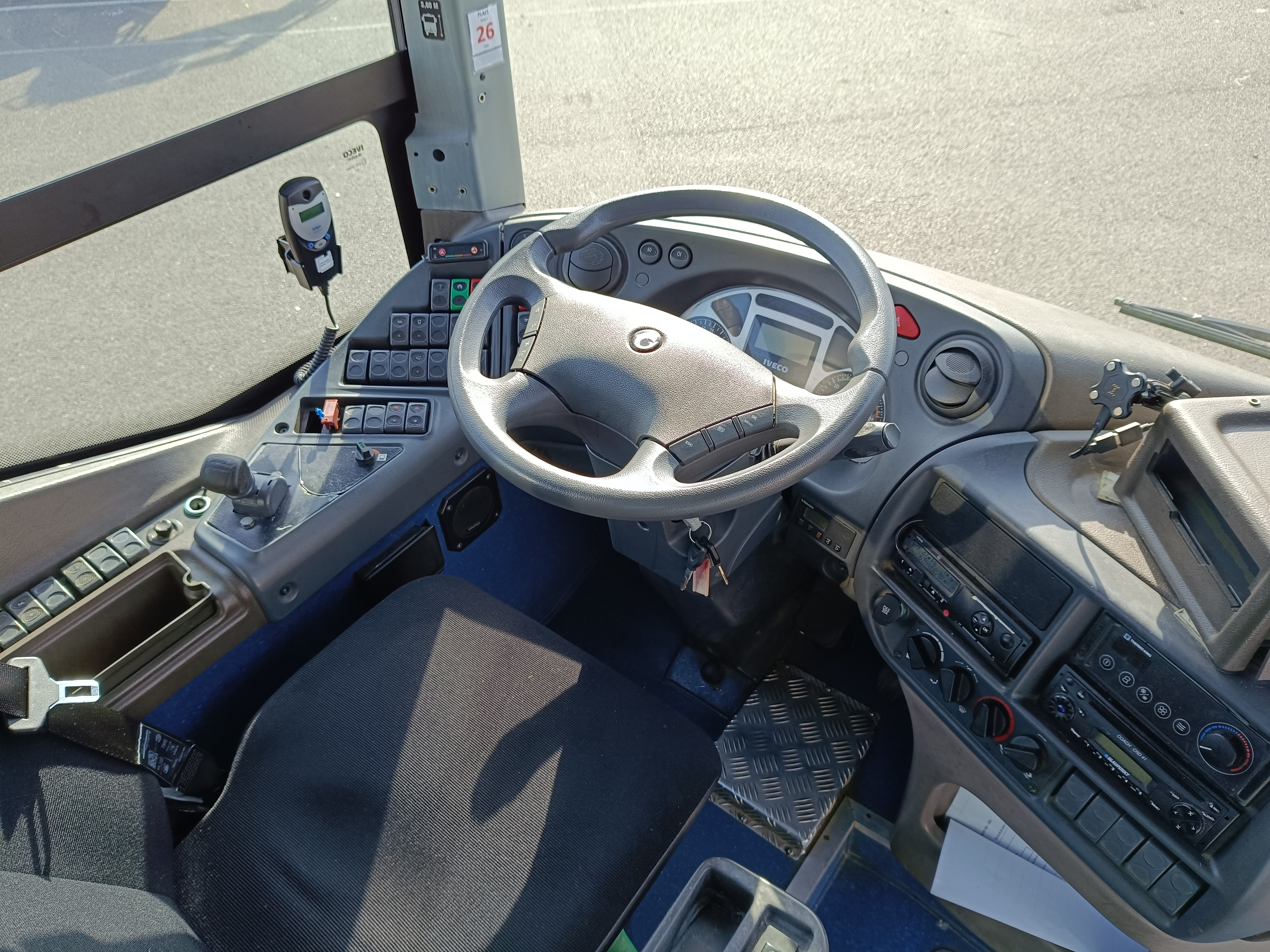

### Résumé de l'Arway
- Septembre 2005 : lancement de l'Arway.
- Fin 2005 : présentation officielle au salon de Kortrijk.
- Février 2006 : commercialisation des premiers modèles.
- 2013 : arrêt définitif de la fabrication et la commercialisation du modèle.

| Générations                 | Production | Dérivés de chez Irisbus               | Modèles similaires                       |
| --------------------------- | ---------- | ------------------------------------- | ---------------------------------------- |
| Irisbus Arway (2005 - 2013) |            | Irisbus Crossway ; Irisbus New Récréo | MAN Lion's Regio ; Mercedes-Benz Integro |

## Générations

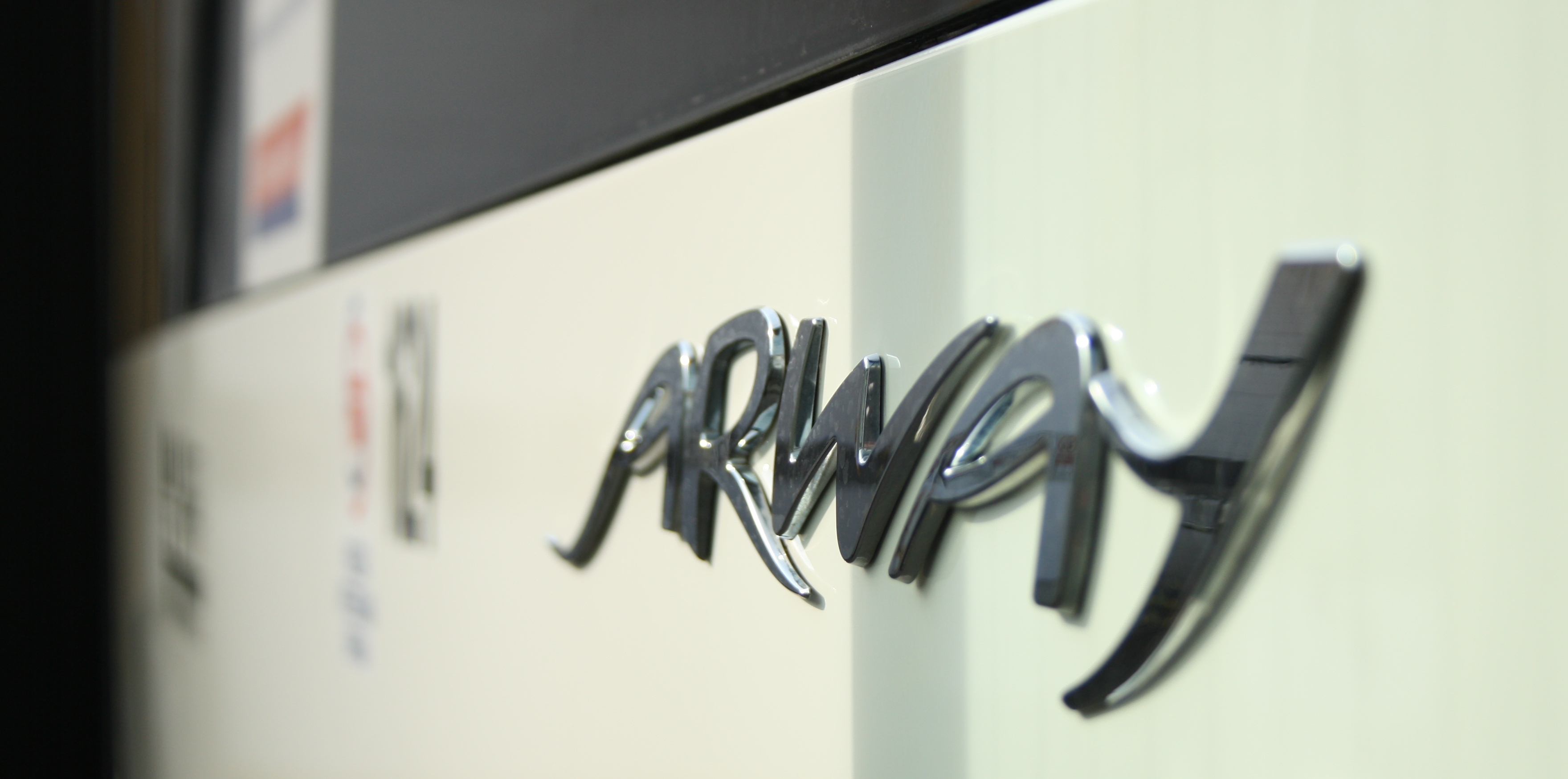
Logo de l'Arway.

L'Arway a été produit avec 2 générations de moteurs Diesel :
- Euro 4 : construits de 2005 à 2009, avec les moteurs Iveco Cursor.
- Euro 5 : construits de 2009 à 2013, avec les moteurs Iveco Cursor.

## Les différentes versions

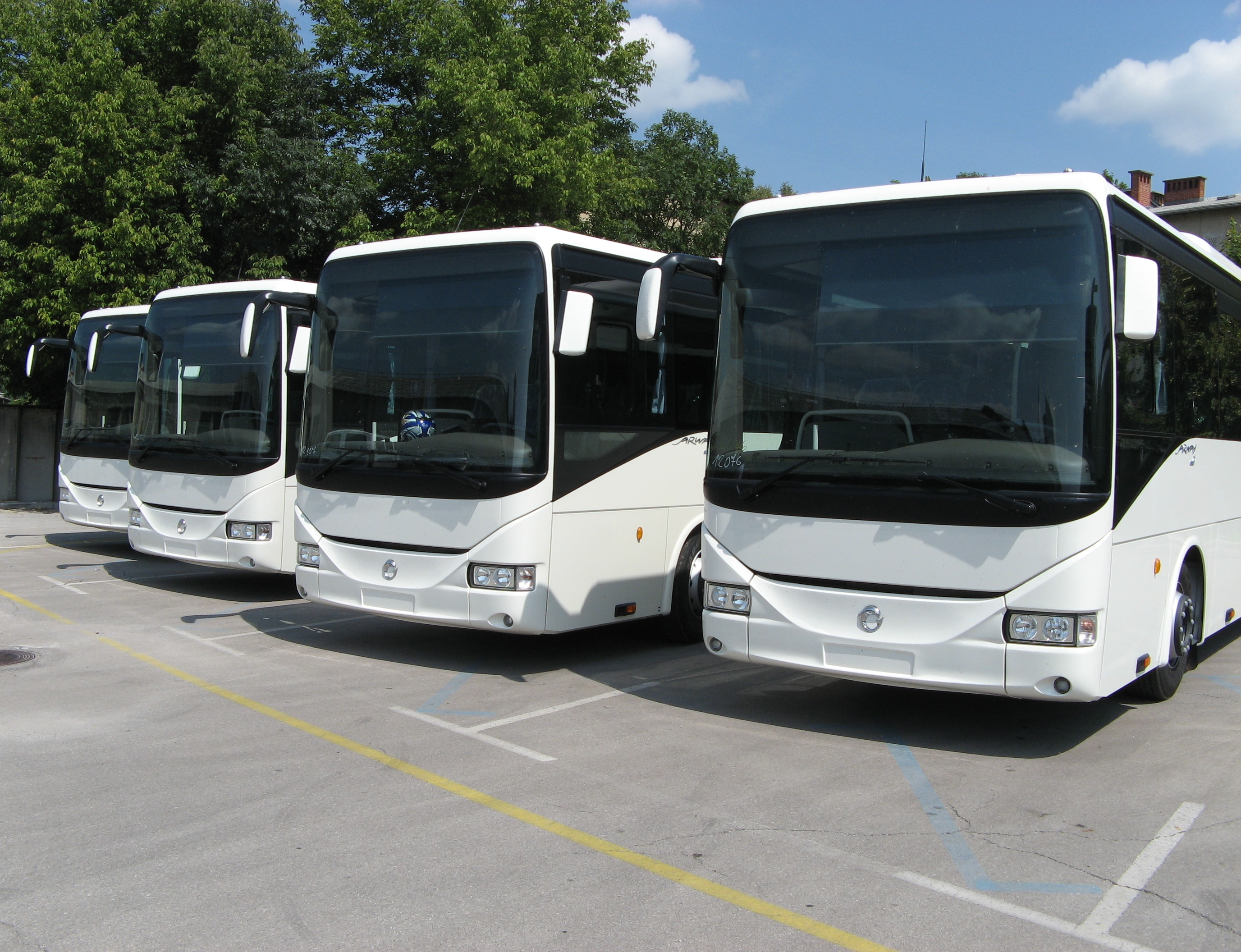

### Les différentes longueurs
L'Irisbus Arway est sorti en quatre longueurs différentes : 
Arway 10.6 m

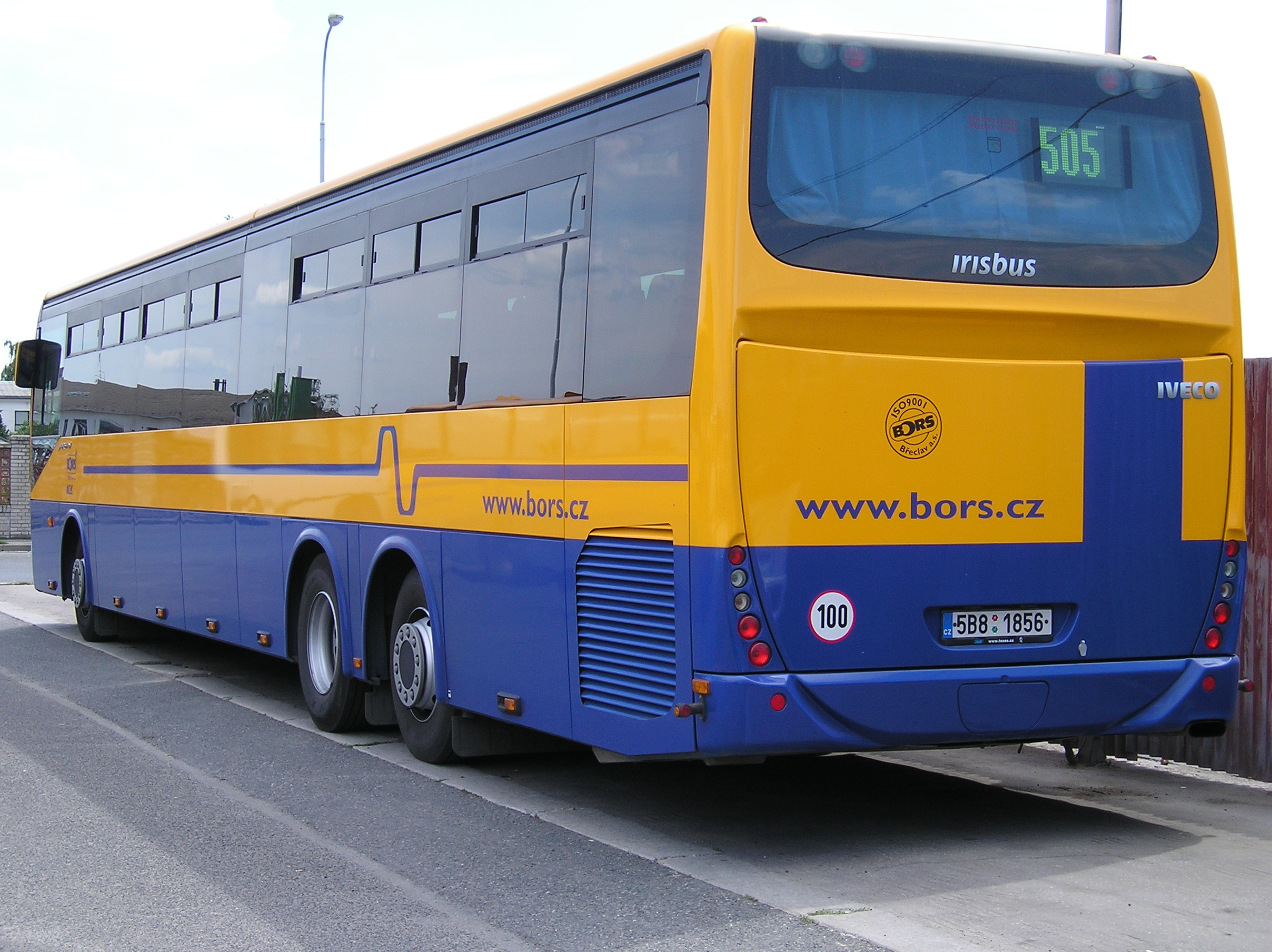
Irisbus Arway 15 m.

Sera commercialisé en très peu d'exemplaires. Il aura une capacité de 41 à 47 places assises.
Arway 12 m

Sa configuration est de 49 à 59 places assises et 26 debout.
Arway 12.8 m

Il aura une capacité de 63 places. Ce sera la version la plus commercialisée.
Arway 15 m

Il aura une capacité de 69 à 75 places et sera équipé avec trois essieux.

## Caractéristique

### Dimensions

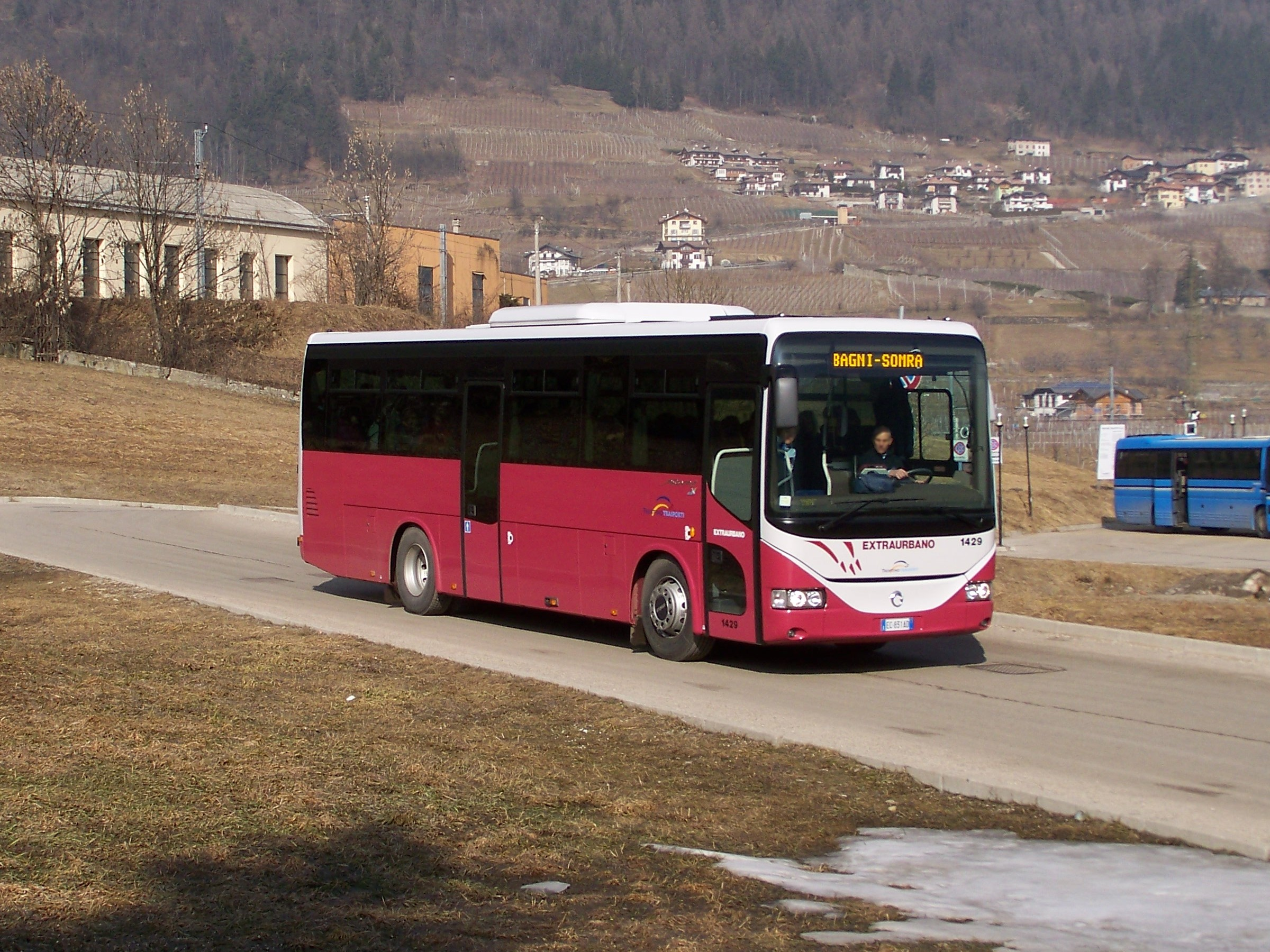
Irisbus Arway 10.60 m.

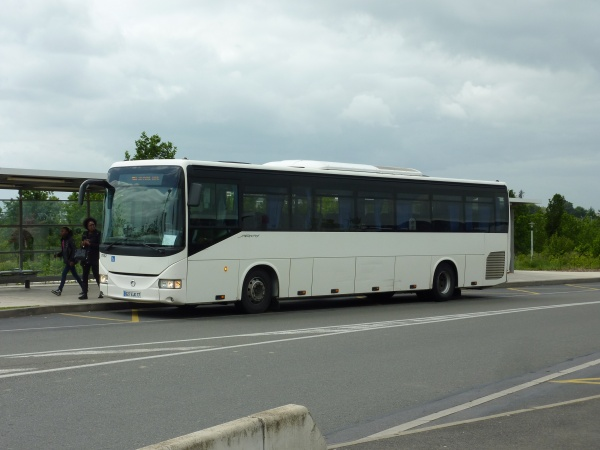
Irisbus Arway 12.80 m.

|                                   | Irisbus Arway 10.60 m     | Irisbus Arway 12 m      | Irisbus Arway 12.80 m     | Irisbus Arway 15 m        |
| --------------------------------- | ------------------------- | ----------------------- | ------------------------- | ------------------------- |
| Longueur                          | 10 651 mm                 | 11 991 mm               | 12 756 mm                 | 14 991 mm                 |
| Largeur (sans rétroviseurs)       | 2 550 mm                  | 2 550 mm                | 2 550 mm                  | 2 550 mm                  |
| Hauteur (sans climatisation)      | 3 445 mm                  | 3 454 mm                | 3 454 mm                  | 3 455 mm                  |
| Empattement                       | 5 300 mm                  | 6 200 mm                | 6 965 mm                  |                           |
| Porte-à-faux                      |                           |                         |                           |                           |
| Rayon de braquage                 |                           |                         |                           |                           |
| Angle d’attaque / Fuite           |                           |                         |                           |                           |
| Masse à vide*                     |                           |                         |                           |                           |
| P.T.A.C.                          | 19 000 kg                 | 19 000 kg               | 19 000 kg                 | 24 000 kg                 |
| Capacité : assis + debout = maxi* | 41 à 47 assis             | 53 à 59 assises         | 59 à 63 assises           | 63 à 75 assis             |
| Rangement                         | Soutes : 5,8 m3 Racks : ? | Soutes : 6 m3 Racks : ? | Soutes : 6,8 m3 Racks : ? | Soutes : 7,7 m3 Racks : ? |
| Portes                            | 2                         | 2                       | 2                         | 2                         |
| Hauteur du plancher               |                           |                         |                           |                           |
| Réservoir à combustible           |                           |                         |                           |                           |

* = variable selon l'aménagement intérieur.

### Chaîne cinématique

#### Moteur
L'Arway a eu deux motorisations gazole modifiées au fil des années de sa production en fonction des différentes normes européennes de pollution.
- l'Iveco Cursor (Euro 4 et 5) six cylindres en ligne de 7,9 litres avec turbocompresseur développant 330 et 380 ch.

Il sera équipé d'une boite de vitesses manuelle ou automatique. Plus d'infos : voir Boite de vitesses.
| Modèle                                  | Construction | Moteur + Nom                         | Norme Euro  | Cylindrée         | Performance                  | Couple               | Vitesse maxi* | Consommation + CO2    |
| --------------------------------------- | ------------ | ------------------------------------ | ----------- | ----------------- | ---------------------------- | -------------------- | ------------- | --------------------- |
| Irisbus Arway (manuelle ou automatique) | 2005 - 2013  | 6 cylindres en lignes Iveco Cursor 8 | Euro 4 et 5 | 7 880 cm3 (7,9 L) | 242 kW (330 ch) à ... tr/min | ... N m à ... tr/min | ... km/h      | ... l/100 km ... g/km |
| Irisbus Arway (manuelle ou automatique) | 2005 - 2013  | 6 cylindres en lignes Iveco Cursor 8 | Euro 4 et 5 | 7 880 cm3 (7,9 L) | 279 kW (380 ch)              |                      |               |                       |

* Bridé électroniquement à 100 km/h.

### Châssis et carrosserie

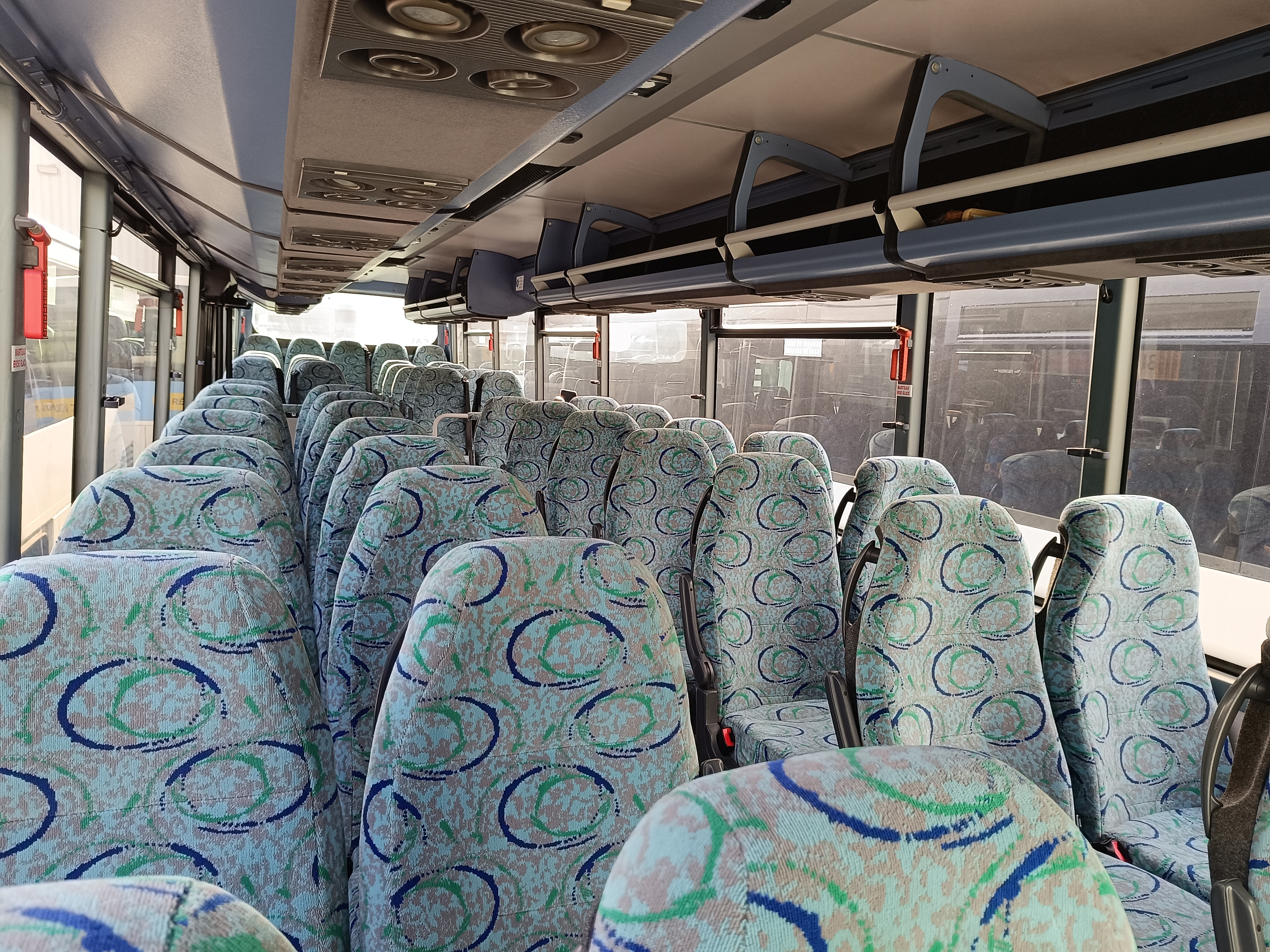
Vue intérieur d'un Arway.

À l’extérieur, le bureau de design Irisbus lui a donné un air souriant. À l'intérieur, pour améliorer le confort des passagers, le choix s’est porté sur de vastes surfaces vitrées pour une excellente visibilité et une grande luminosité.

### Options et accessoires
L'Arway, dispose d'accoudoirs en plastique qui s'abaissent, des sièges inclinables, des racks à bagages au dessus des sièges et des lumières réglables pour chaque passagers. L'Arway est disponible également avec un emplacement PMR.